# Стіп-Фоллс (Мен)
Стіп-Фоллс (англ. Steep Falls) — переписна місцевість (CDP) в США, в окрузі Камберленд штату Мен. Населення — 1223 особи (2020).

## Географія
Стіп-Фоллс розташований за координатами 43°47′28″ пн. ш. 70°36′50″ зх. д. / 43.79111° пн. ш. 70.61389° зх. д. (43.791219, -70.613863).  За даними Бюро перепису населення США в 2010 році переписна місцевість мала площу 26,41 км², з яких 25,99 км² — суходіл та 0,42 км² — водойми.

## Демографія
Згідно з переписом 2010 року, у переписній місцевості мешкало 1139 осіб у 388 домогосподарствах у складі 308 родин. Густота населення становила 43 особи/км².  Було 402 помешкання (15/км²).
Расовий склад населення:
| - 97,5 % — білих - 0,7 % — азіатів - 0,3 % — чорних або афроамериканців - 0,2 % — корінних американців - 0,1 % — вихідців з тихоокеанських островів |

До двох чи більше рас належало 1,1 %. Частка іспаномовних становила 0,6 % від усіх жителів.
За віковим діапазоном населення розподілялося таким чином: 29,1 % — особи молодші 18 років, 63,3 % — особи у віці 18—64 років, 7,6 % — особи у віці 65 років та старші. Медіана віку мешканця становила 34,5 року. На 100 осіб жіночої статі у переписній місцевості припадало 99,8 чоловіків;  на 100 жінок у віці від 18 років та старших — 94,7 чоловіків також старших 18 років.
Середній дохід на одне домашнє господарство  становив 70 888 доларів США (медіана — 50 116), а середній дохід на одну сім'ю — 72 629 доларів (медіана — 47 338). За межею бідності перебувало 7,6 % осіб, у тому числі 0,0 % дітей у віці до 18 років та 0,0 % осіб у віці 65 років та старших.
Цивільне працевлаштоване населення становило 486 осіб. Основні галузі зайнятості: будівництво — 31,9 %, освіта, охорона здоров'я та соціальна допомога — 14,8 %, фінанси, страхування та нерухомість — 14,4 %.